# غازيبور
غازيبور (بالبنغالية: গাজীপুর)، هي مدينة في وسط بنغلاديش. وهي تقع في مقاطعة غازيبور، بالقرب من العاصمة دكا ويبلغ عدد سكانها 2,677,715 نسمة. وغازيبور هي مقر لكلا من جامعتي جامعة دكا الهندسة والتقنية والجامعة الإسلامية للتقنية، وهي الجامعة الدولية الوحيدة في البلاد في مجالات الهندسة والتقنية،ويتم تمويلها من منظمة المؤتمر الإسلامي.

## المعلومات السكانية
السكان حسب السنة.
| 1991    | 2001    | 2010      | 2022      |
| ------- | ------- | --------- | --------- |
| 588,540 | 866,500 | 1,199,215 | 2,677,715 |